# The Red House
The Red House ist ein US-amerikanischer Thriller aus dem Jahr 1947 von Delmer Daves, der auch das Drehbuch verfasste. Als Vorlage für den Schwarzweißfilm, der auch gelegentlich dem Horrorfilm oder dem Film noir zugerechnet wird, diente ein Roman von George Agnew Chamberlain.

## Handlung
Pete Morgan, seine Schwester Ellen und ihre fast erwachsene Adoptivtochter Meg leben auf einer abgelegenen Farm und pflegen kaum Kontakt mit den Bewohnern des nächsten Dorfes. Da Pete ein hinkendes Bein hat und die Arbeit nicht mehr alleine schafft, wird Megs Klassenkamerad Nath Storm als Hofhelfer eingestellt. Die Morgans sind gastfreundlich, doch als Nath erklärt, er wolle die Abkürzung durch den dicht bewachsenen Wald Ox-Head Wood nehmen, spricht Pete auf überraschend energische Weise ein Verbot aus. 
Nath betritt trotzdem den Wald und hört seltsame Geräusche. Bei einem erneuten Betreten eine Woche später wird er von hinten niedergeschlagen. Nath glaubt nicht an Geister und vermutet, dass Pete ihn niedergeschlagen habe, doch dieser saß während der Zeit mit Meg und Ellen im Wohnzimmer. Nath und Meg, welcher der Zutritt zu dem Wald von Pete stets verboten wurde, möchten dem Geheimnis des Waldes auf die Spur kommen. Insbesondere suchen sie ein rotes Haus, welches Pete erwähnte, finden aber bei ihren Ausflügen zunächst keine Spur.
Unterdessen entwickeln sich Liebeswirren zwischen den jungen Leuten: Dass Nath zunehmend Zeit auf der Farm der Morgans verbringt, macht seine hübsche, aber eitle und eifersüchtige Freundin Tibby sauer. Meg verliebt sich in Nath, doch er beginnt sich erst langsam für sie zu interessieren. Tibby wiederum flirtet mit dem attraktiven, wenn auch grobschlächtigen Wilderer Teller. Es wird enthüllt, dass Pete Morgan seinem Pächter Teller den Auftrag gab, notfalls auch mit körperlichen Mitteln die Leute aus dem Wald fernzuhalten. 
Eines Sonntags, während Nath ein Date mit Tibby hat, sucht Meg alleine nach dem roten Haus und findet es. Sie spürt, dass sie irgendeine Verbindung zu dem Haus hat. Da gibt Teller einige Warnschüsse ab, um sie zu verjagen. Bei ihrer panischen Flucht bricht sich Meg ein Bein. Gegen Abend findet Nath sie und bringt sie zurück zur Farm. Als Pete herausfindet, dass Meg und Nath nach dem Haus gesucht haben, macht er Nath für Megs Beinbruch verantwortlich und feuert ihn. Nath beginnt daraufhin auf der Farm von Tibbys Eltern zu arbeiten, entdeckt aber ihre Affäre mit Teller und wird sich ihres oberflächlichen Charakters bewusst. 
Inzwischen heiratet Naths fürsorgliche, alleinerziehende Mutter, von ihrem Sohn bestärkt, ihren langjährigen Verehrer Don. Sie gibt ihrem Sohn den nötigen Freiraum zum Erwachsenwerden. Das steht ganz im Kontrast zu Pete, der möchte, dass auf seiner Farm „alles wieder so“ wie vor Naths Eintreffen wird und Meg am besten immer bei ihm bleiben solle. Mehrfach nennt er sie Jeannie, was sie verwundert, sodass sie sich eines Abends Ellen anvertraut. Ellen reagiert alarmiert auf den Namen und möchte das rote Haus abbrennen. Beim Betreten des Waldes wird sie durch Teller angeschossen, dessen Schüsse diesmal zu treffsicher werden. Meg findet die schwer verletzte Ellen und ruft Nath um Hilfe an, während Pete passiv bleibt und von den Gefahren des Waldes murmelt, die jeden ereilen würden, der ihn betritt. Für Ellen kommt jedoch jede Hilfe zu spät. Teller versucht mit Tibby zu flüchten, wird allerdings verhaftet.
Pete enthüllt nun im Gespräch mit Meg das Geheimnis des roten Hauses: Pete liebte eine Frau namens Jeanie, die allerdings nicht ihn – den fleißigen Farmer – heiratete, sondern einen hübschen Nichtsnutz. Später lebten Jeanie, ihr Mann und ihre zweijährige Tochter Meg als Pächter im roten Haus. Pete und Jeanie begannen eine Liebesaffäre und Jeanies Ehemann wollte deswegen mit ihr fortziehen. Pete drehte daraufhin durch und erwürgte Jeanie im Affekt, danach tötete er auch Jeanies Ehemann. Nach einem erfolglosen Suizidversuch, von dem er das hinkende Bein hat, vergrub er die Leichen beim roten Haus und hielt deshalb seitdem Leute von dem Wald fern. Da Jeanies Ehemann im Dorf bereits erzählt hatte, dass sie weit fortziehen wollten, gab es nie einen Mordverdacht. Pete und Ellen, die ihren Bruder aus Liebe deckte, nahmen sich Meg an.
Meg möchte Nath warnen, da er sich im Wald aufhält und sie dort noch den schießwütigen Teller vermuten. Der reumütige Pete führt sie in den Wald, doch in der unmittelbaren Gegenwart des Hauses und von Meg – die ihrer Mutter immer ähnlicher sieht – durchlebt er das frühere Ereignis noch einmal. Er beginnt Meg zu würgen, die er für Jeannie hält, ehe Nath und der Sheriff gerade rechtzeitig eintreffen. Pete ertränkt sich, indem er mit einem Auto in einen nahegelegenen Teich fährt. Einige Tage später sprechen Meg und Nath von einer gemeinsamen Zukunft. Er hat das rote Haus abgebrannt und erklärt, vorwärts zu blicken sei besser als zurückzublicken.

## Hintergrund
The Red House war der erste Film von Thalia Productions, der vom Studiosystem unabhängigen Produktionsfirma von Hauptdarsteller Edward G. Robinson und Produzent Sol Lesser. Er wurde über United Artists in den Kinos vertrieben. Für Ona Munson war die kleine Rolle als Naths Mutter ihr letzter Filmauftritt, während Lessers Neuentdeckung Allene Roberts als Meg hiermit ihr Filmdebüt hatte. Er wurde unter dem Arbeitstitel No Trespassing unter anderem in der Umgebung von Sonora, Kalifornien, gedreht.
George Agnew Chamberlains Roman The Red House war 1943 erstmals in Buchform erschienen, im März und April 1945 wurde er außerdem im Magazin SEP als Fortsetzungstext veröffentlicht. Interessanterweise spielte Lon McCallister, der wie in The Red House oft auf freundliche amerikanische Jungen vom Lande besetzt wurde, auch in zwei weiteren Verfilmungen von Romanen des damals populären, heute weitgehend vergessenen Chamberlain (1879–1966), nämlich Zu Hause in Indiana (1944) und Scudda Hoo! Scudda Hay! (1948).
Im deutschsprachigen Raum kam der Film nie in die Kinos und lief auch nicht im Fernsehen, daher erhielt er nie einen deutschen Titel. Inzwischen ist The Red House im Public Domain, also in den USA frei von Urheberrechten. Entsprechend finden sich viele Kopien des Films legal bei Seiten wie YouTube oder auf dem DVD-Markt, wobei die Qualität der DVD-Veröffentlichungen überwiegend schwach ist.

## Kritiken
A. H. Weiler lobte The Red House als „Horror für Erwachsene“, der auf intelligente und sorgfältig die Spannung steigende Weise inszeniert worden sei. Weiler fand freundliche Worte für die Leistungen der Schauspielveteranen Edward Robinson und Judith Anderson, ebenso für die jüngeren Darsteller McCallister, Roberts, London und Calhoun, die trotz ihrer relativen Unerfahrenheit durchweg gut spielten. Daves Inszenierungsweise sei „abgerundet“, die Filmmusik von Rosza „auf passende Weise makaber.“
Martin Scorsese besprach den Film 1995 in der ersten Episode seiner Dokumentarfilmreihe A Personal Journey with Martin Scorsese Through American Movies über seine liebsten amerikanischen Filme positiv. In den 2010er-Jahren restaurierte Scorseses Filmstiftung The Red House.
Spencer Selby nannte den Film 1997 in seinem Buch über den Film noir einen „finsteren Psychothriller mit resonierenden Schauplätzen und einem gefühlsgeladenen Rosza-Soundtrack“. Für den All Movie Guide ist The Red House ein technisch und visuell perfekt inszenierter Thriller, der allerdings zu durchgeplant wirke und am Filmende für den Zuschauer zu wenige Überraschungen bereithalte.
Die deutsche Website der Film noir pries den Film als Wiederentdeckung und lobte insbesondere Schauspielleistungen, so liefere Robinson eine seiner besten Darstellungen. Regisseur Daves inszeniere auf nie vordergründige Weise, dadurch verwandele sich die „scheinbare Idylle“ vom Filmanfang sukzessive „in eine Bedrohung eigenständiger Art“: „Das Moment der Entfremdung – bis zum Grad der Auslöschung alles Bisherigen – gelingt Daves durch ein unaufgeregt behutsames Timing.“